# I've Been Thinking About You
I've Been Thinking About You är en låt från 1990, gjord av brittiska popgruppen Londonbeat. Låten är gruppens största hit, låg etta i flera länder och har ett väldigt välkänt intro och refräng.
På svenska Tracks blev låten 1990 års näst största.